# Финансов отчет
Финансовият отчет е документ, който предоставя информация за финансовото състояние, резултатите от дейността и паричните потоци на предприятието, в структуриран вид, представена като:
| а) активи;  | б) пасиви;  | в) капитал;        |
| г) приходи; | д) разходи; | е) парични потоци. |

Информацията, представена във финансовите отчети, трябва да е:
а) разбираема – разбираема е информацията, съдържаща се във финансовите отчети, необходима за вземането на икономически решения от потребители, притежаващи познания в областта на стопанската дейност и счетоводното отчитане на предприятията, и представена по ясен и достъпен начин;
б) уместна – уместна е информацията, съдържаща се във финансовите отчети, която е необходима за нуждите на потребителите при вземане на решения и която е в състояние да помогне да се оценят минали, настоящи или бъдещи събития, да потвърдят или да коригират свои предишни оценки;
в) надеждна – надеждна е информацията във финансовите отчети, която не съдържа съществени грешки и пристрастност и представя достоверно финансовото състояние, резултатите от дейността и паричните потоци на предприятието. Не могат да се считат за надеждни финансови отчети, които чрез специално подбрана или неправилно представена информация целят да повлияят върху вземането на решение или върху оценката за постигане на определен резултат или последствие;
г) сравнима – сравнима е информацията, която дава възможност на потребителите да съпоставят финансовите отчети на дадено предприятие от различни отчетни периоди за определяне на тенденциите във финансовото му състояние и резултатите от дейността му. Потребителите също така трябва да могат да съпоставят финансови отчети на различни предприятия, за да сравняват и оценяват финансовото им състояние, резултатите от дейността и паричните им потоци.
Представянето, класификацията и методите на оценка на активите, пасивите, приходите и разходите, отчитането на сходни сделки и други събития и условия, се запазват и прилагат последователно в рамките на едно предприятие и през следващи отчетни периоди. Предприятията информират потребителите за счетоводната политика, прилагана при съставяне на финансовите отчети, както и за всяка промяна в тази политика и ефектите от промяната.